# ダブル・スター
『ダブル・スター』（Double Star）は、アメリカのSF作家ロバート・A・ハインラインによるSF小説。
『アスタウンディング』誌の1956年2月号から4月号まで連載され、その年のヒューゴー賞ベスト長編に選ばれた。単行本は同じ年にダブルデイ社から刊行された。
また1987年のローカス賞オールタイム部門を受賞している。
ブライアン・オールディスはこの作品を、「私の好みからすると、ハインラインの最も愉快な小説」とし、ホープの『ゼンダ城の虜』との共通点を指摘している。
日本では1964年に創元推理文庫のSFマーク部門から『太陽系帝国の危機』（たいようけいていこくのきき）の題名で井上勇の翻訳により刊行された。1994年には森下弓子の新訳が『ダブル・スター』と改題され創元SF文庫から刊行された。
他に矢野徹による翻案「栄光の星よ、はるかに」（「中一コース」連載）がある。

## あらすじ
舞台は、月、火星、金星、木星の衛星が植民地化され、太陽系皇帝の下、議会制民主主義によって統治されている未来である。火星には火星人（地球人とは異なる知的生命体）が先住民として存在している。 
物語は、売れない俳優ロレンゾ・スマイスの一人称で語られる。
ロレンゾは形態模写を得意とする優秀な俳優だが失業中で、ほぼ文無しにまで落ちぶれていた。彼が最後の硬貨の使い道を考えていると、一人の宇宙飛行士に声をかけられ、雇われる。
火星に向かう宇宙船に乗せられたロレンゾは、自分が著名な政治家であるボンフォートの影武者に雇われたことに気づく。ボンフォートは拡張主義派（火星人に参政権を与えることに賛成する派閥）のリーダーで、次の総選挙での当選が確実視されていた。最近、不在が伝えられていたボンフォートは、実は政敵によって誘拐されており、側近たちによる捜索活動の間、替え玉としてボンフォートの活動を務める人材が望まれていたのだった。 
自身の努力と優秀なスタッフの助けによりボンフォートの影武者を必死でこなすロレンゾ。やがて外見だけでなく、ボンフォートの考え方や性格もまねられるようになっていく。 
懸命の捜索によりボンフォートは救助されたが、監禁中に投与された薬物によって彼の健康状態は非常に悪化していた。悪いことにそのタイミングで内閣が総辞職し、ロレンゾが太陽系帝国の一時的な首相を務めることが必要になり、更に続く総選挙でもボンフォート役を続けることを余儀なくされる。この総選挙の最大の争点は、地球人が支配的地位にある太陽系において、先住民である火星人に参政権を与えることの是非についてであった。火星人の"巣"に同朋として迎え入れられているボンフォート（＝ロレンゾ）は、拡張主義政策を推し進め、総選挙を戦っていく。

## 登場人物
- ロレンゾ・スマイス(Lorenzo Smythe) / ローレンス・スミス(Lawrence Smith)

失業中の俳優。自称「偉大なるロレンゾ」(The Great Lorenzo)
- ジョン・ジョセフ・ボンフォート / ジョン・ジョジフ・ボンホート。(John Joseph Bonforte)

太陽系帝国の元最高大臣、野党連合の盟主で拡張主義連合首領。太陽系で最も著名な政治家の一人。
火星人としての名はクカージジェールル。
- ペニー(Penny) / ピネロピー・タリアフェロ・ラッセル(Penelope Tagliaferro Russell)

ボンフォートの有能な女性秘書。<密林の誘惑>(Jungle Lust)という香水を愛用している。
- ダック(Dak) / ダリウス・K・ブロードベント(Darius K Broadbent)

宇宙ヨット「トミー・ぺイン号」の機長
- ジョック(Jock) / ジャック・デュボア(Jack Dubois)

宇宙ヨット「トミー・ぺイン号」の操縦士
- ログ(Rog) / ロジャー・クリフトン(Roger Clifton)

ボンフォート内閣の元無任所大臣
- ビル(Bill) / ウィリアム・J・コープスマン(William J Corpsman)

ボンフォートの広報担当
- チャペック(Dr. Capek)

ボンフォートの主治医
- ウィレアム / ウィーレム(King Willem)

太陽系帝国皇帝。
公的な称号は<オレンジ公、ナッソウ侯爵、リュクサンブール大公、神聖ローマ帝国ナイト・コマンダー、帝国陸海空軍提督将軍、火星人全巣顧問、窮民の保護者、神の恩寵により低地諸国の王にして諸惑星とその間の空間の皇帝>
ボンフォートの旧友。趣味は蒸気機関で動く鉄道模型の自作。

## 用語
- ファーリー・ファイル（Faley file)

ボンフォートが接触した人物の情報を広範囲にカバーするデータベース。ファーリーとは、フランクリン・ルーズベルト大統領の政治顧問だったジェイムズ・ファーリー（James Farley）のこと。
- ニュー・バダビア(New Batavia)

月の地下に広がる太陽系帝国の首都
- 生命杖(life wond)

成年に達した火星人は必ず常時携帯する熱線銃に類した武器

## 書誌情報（日本語訳）
- 『太陽系帝国の危機』（R・A・ハインライン、井上勇訳、解説：厚木淳、カバー装画：司修、創元推理文庫） 1964.8[5] ISBN 4-488-61801-4
- 『ダブル・スター』（ロバート・A・ハインライン、森下弓子訳、解説：高橋良平、創元SF文庫） 1994[5] ISBN 4-488-61812-X